# Vlastimil Bubník
Vlastimil Bubník (Kelč, 1931. március 18. – Brno, 2015. január 6.) olimpiai bronzérmes cseh jégkorongozó és Európa-bajnoki bronzérmes labdarúgó.

## Pályafutása

### Jégkorongozóként
1948 és 1953 között az SK Králove Pole jégkorongozója volt. 1953 és 1966 között a Rudá hvězda Brno (1962-től ZKL Brno) játékosa volt, ahol 11 bajnoki címet szerzett a csapattal. 1966 és 1968 között a TJ Vitkovice, 1968 és 1971 között az osztrák VEU Feldkirch csapataiban szerepelt. A csehszlovák válogatottal világbajnoki ezüstérmes (1961) és kétszeres bronzérmes (1955, 1963). Tagja volt az 1964-es innsbrucki olimpián bronzérmes csapatnak. A válogatottban 127 mérkőzésen szerepelt és 121 gólt szerzett. 1997-ben a Nemzetközi Jégkorong Szövetség Hírességek Csarnokának tagjai (IIHF Hall of Fame) közé választották.

### Labdarúgóként
1948—ban az SK Královo Pole csapatában kezdte a labdarúgást. 1953-ban a Rudá Hvězda Brno játékosa lett, majd 1962-től a Spartak ZJŠ Brno játékosa volt. Labdarúgó pályafutását 1967-ben fejezte be. 1957 és 1960 között 11 alkalommal szerepelt a csehszlovák válogatottban és négy gólt szerzett. Részt vett az 1960-as franciaországi Európa-bajnokságon, ahol bronzérmet szerzett a csapattal.

## Sikerei, díjai

### Jégkorongozóként
Csehszlovákia
- Olimpiai játékok
  - bronzérmes: 1964, Innsbruck
- Világbajnokság
  - ezüstérmes: 1961
  - bronzérmes: 1955, 1963

 Rudá hvězda Brno1962-től ZKL Brno
- Csehszlovák bajnokság
  - bajnok (11): 1954–55, 1955–56, 1956–57, 1957–58, 1959–60, 1960–61, 1961–62, 1962–63, 1963–64, 1964–65, 1965–66
- Nemzetközi Jégkorong Szövetség Hírességek Csarnokának tagjai (IIHF Hall of Fame): 1997

### Labdarúgóként
Csehszlovákia
- Európa-bajnokság
  - bronzérmes: 1960, Franciaország